# Sanborn (Wisconsin)
Sanborn è un comune degli Stati Uniti d'America, situato in Wisconsin, nella contea di Ashland.
Il suo territorio include anche le località di Birch, Birch Hill, Diaperville, Franks Field, New Odanah, Odanah e Sedgwick. Anche Long Island, una delle Apostle Islands, è sotto la sua giurisdizione. Tutto il territorio comunale ricade nella riserva degli Indiani Chippewa del Bad River del Lago Superiore.
Il paese di Sanborn venne istituito il 23 marzo 1899 e il suo nome deriva da quello del senatore Albert W. Sanborn, membro del Senato del Wisconsin, proprietario di molte terre in questa zona.